# Xã East Galena, Quận Jo Daviess, Illinois
Xã East Galena (tiếng Anh: East Galena Township) là một xã thuộc quận Jo Daviess, tiểu bang Illinois, Hoa Kỳ. Năm 2010, dân số của xã này là 1.283 người.